# والتر ويلر

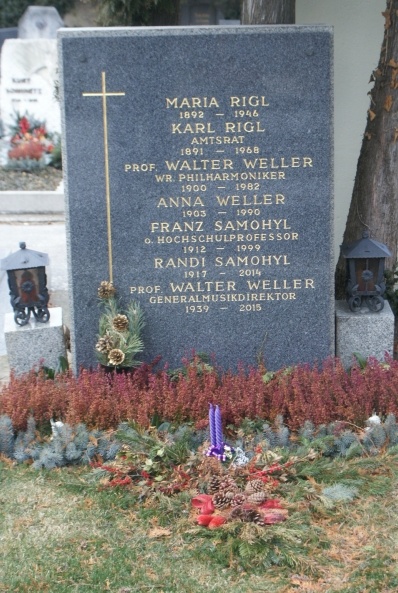
موزع المساوي توفي عام 2015

والتر ويلر (بالألمانية: Walter Weller) هو موزع نمساوي، ولد في 30 نوفمبر 1939 في فيينا في النمسا، وتوفي بنفس المكان في 14 يونيو 2015.

## وصلات خارجية
- والتر ويلر على موقع مونزينجر (الألمانية)
- والتر ويلر على موقع ميوزك برينز (الإنجليزية)
- والتر ويلر على موقع أول ميوزيك (الإنجليزية)
- والتر ويلر على موقع ديسكوغز (الإنجليزية)